# Amatus von Montecassino
Amatus von Montecassino, auch Amatus Casinensis (* um 1010 in Salerno; † am 1. März nach 1078, wohl in Montecassino)  war ein Chronist und Mönch im Benediktinerkloster Monte Cassino.

## Leben und Schriften
Zwischen 1047 und 1058 war er Bischof von Capaccio (Paestum). In den ersten Jahren des Abtes Desiderius verzichtete er auf sein Bischofsamt und trat als Mönch in das Kloster ein. 1061 unterschrieb er eine Urkunde als Zeuge an erster Stelle nach Desiderius, über seine Stellung im Kloster sind keine weiteren Informationen bekannt.
Seine Historia Normannorum („Geschichte der Normannen“) in acht Büchern ist zwar in lateinischer Sprache abgefasst worden, aber nur noch in einer altfranzösischen Übersetzung des 14. Jahrhunderts erhalten. Neben Wilhelm von Apulien und Gaufredus Malaterra gehört seine Ystoire de li Normant zu den historiographischen Hauptquellen für die Entstehung des normannischen Staatswesens im Süden Italiens. Die Chronik umfasst die Zeit von 1016 bis 1078, daher nimmt man eine Entstehung um 1080 an. Das Werk ist Desiderius gewidmet, die Hauptfigur ist Robert Guiskard.
Über seine literarische und historiographische Tätigkeit berichten die Chronik von Montecassino und Petrus Diaconus in De viris illustribus. In der nicht erhaltenen Schrift De laude feierte er den Diakon Hildebrand, De gestis apostolorum ist Gregor VII. gewidmet. Von dieser  Versdichtung sind drei Bücher über den Hl. Petrus und das vierte Buch des Teils über den Apostel Paulus erhalten.

## Editionen
- Amato di Monte-Cassino. Storia dei Normanni, ed. Vincenzo De Bartholomaeis (Fonti per la Storia d'Italia, 76), Roma 1935.
- Amato di Montecassino. Storia dei Normanni, ed. Giuseppe Sperduti, Cassino 1999.
- The History of the Normans by Amatus of Montecassino, Translated by Prescott N. Dunbar. Revised by Graham A. Loud  (Boydell) 2004, ISBN 1-84383-078-7.
- Il poema di Amato su S. Pietro Apostolo, ed. Anselmo Lentini (Miscellanea Cassinense, 30–31), 1958–59.
- Ystoire de li Normant. Lestringant, Rouen 1892 (Digitalisat).